# Dicranomyia limonioides
Dicranomyia limonioides là một loài ruồi trong họ Limoniidae. Chúng phân bố ở miền Cổ bắc.